# Култура Босне и Херцеговине
Култура Босне и Херцеговине обухвата културно наслеђе Босне и Херцеговине, њену архитектуру, књижевност, музику, филм и кухињу. Иако је релативно мала земља, Босна и Херцеговина је, поред Мађарске на Балкану, једина држава која је дала више од једног нобеловца — Андрића за књижевност и Прелога за хемију. Такође, из ове земље потичу и два добитника Оскара — Душан Вукотић и Данис Тановић. У СР Босни и Херцеговини, тачније у главном граду Сарајеву, биле су одржане и 14. зимске олимпијске игре, што је такође допринело културном значају ове земље.

## Древно културно наслеђе
Клесачки радови у стенама пронађени у Бадањској пећини близу Стоца датирају још из палеолита, приближно 14.000 година п. н. е. Непознати уметник приказао је коња нападнутог стрелама. Овај рад представља најстарији палеолитски налаз у читавој југоисточној Европи. У Босни и Херцеговини постоји и богата заоставштина из неолита. Нарочито лепе и вредне ствари нађене су у Бутмиру близу Сарајева, које потичу из периода 5.000 година п. н. е. Током бронзаног доба, територија Босне и Херцеговине била је насељена илирским племенима, попут Јапода у Бихаћу и Даорса близу Стоца. Ова племена била су под директним утицајем Грка, што се посебно види код Даорса. Илире су покорили Римљани, који су саградили путеве, мостове и величанствене виле са мозаицима широм Босне и Херцеговине. Најбоље очувани примери римске културе у Босни налазе се у Могорјелу близу Чапљине и мозаик у Стоцу, који потиче из трећег века. Хришћанске базилике могу се наћи у читавој држави, поготово у Зеници, Високом, Мостару и Широком Бријегу, а начин обраде камена код ових базилика директно је утицао на стећке - прву оригиналну средњовековну босанску уметност израде надгробних споменика.
У гвозденом добу развијала се и такозвана Гласиначка култура или Гласиначка група. Распростирала се на подручју данашње Републике Српске, западне Србије и у северним деловима Црне Горе, а значајно је утицала на суседне области. Назив је добила по висоравни Гласинац. Основне карактеристике ове културне групе су тумули, груписани око градина са остацима сухозида, чинећи некрополе. Најстарији припадају ранобронзаном добу. На Гласинцу истражено више од 1000 хумки. Сахрањивање је скелетно под тумулима, за разлику од средње Европе, где су карактеристични равни гробови. Од гробних прилога могу се наћи накит, копља, мачеви, ножеви, шлемови, делови оклопа, кнемиде, штитови, керамика и коњска опрема. Сматра се да су носиоци гласиначке културе били Аутаријати, а да се читав културни комплекс може везати за Илире.
Повеља Кулина бана представља почетак државности Босне и Херцеговине, с обзиром да је то први документ који говори о границама Босне (...између река Дрине, Саве и Уне), као и о елементима босанске државе - о њеном владару, престолу и политичкој организацији. Повеља је написана босанском ћирилицом и односи се на људе који живе у Босни - Босанце, а формално представља трговински споразум између Босне и Дубровачке републике.
Најважнији спис који поседује Национални музеј у Сарајеву је такозвана Сарајевска хагада, јеврејски рукописни осликани кодекс из времена средњовековне Шпаније. Друге важне ставке су и Хрвојев мисал и Хвалов зборник, босанске литургијске књиге које су настале почетком 15. века у Хрватској, као и Куран из 16. века и Леонтијево четворојеванђеље.

## Архитектура
Постојање све три вере у Босни имало је утицаја на развој архитектуре, па се тако у држави могу наћи и цркве и џамије и синагоге, грађевине које одсликавају различите културне и верске утицаје у Босни. Када је реч о оријенталном наслеђу, неке од најпознатијих и најлепших џамија из османског периода су Бегова и Царева џамија у Сарајеву, Алаџа џамија у Фочи, као и Ферхадија џамија у Бањалуци. Хришћанске цркве у Босни и Херцеговини грађене су у различитим стиловима, зависно од времена када су грађене, као и од тога да ли су православне или католичке. Католичке цркве грађене су углавном тако да имају високе, косе кровове и високе звонике. Углавном су грађене од белог камена у минималистичком стилу. Начин градње православних цркава на северу Босне не разликује се много од српског начина градње, тако да су те цркве вероватно градили исти мајстори. У другим се пак градовима види већи утицај италијанског, француског и далмацијског начина градње.
Световне грађевине у Босни и Херцеговини су до 16. века биле грађене у стилу западноевропске ренесансе и барока, све до доласка Турака на ове просторе. Тада је почела нова ера исламске архитектуре, која је трајала до краја 19. века. Турци су одмах након успостављања власти почели да граде. Обогаћени искуствима исламске и византијске архитектуре, изградили су толико грађевина, да се оне могу поредити са средњовековном градњом у градовима Далмације. На пример, у Фочи је у 16. веку било изграђено 17 џамија, 29 јавних купатила (амама) и 13 ханова - мотела. Сарајево је био пример неурбанизованог, отвореног града, где су све најважније грађевине биле смештене око једне главне улице - чаршије. У Сарајеву је најпознатија и највећа Башчаршија, са продавницама преко 50 различитих заната из 15. века. Такође, најимпресивнија џамија на Башчаршији је Гази Хусрев-бегова џамија, такође позната и као Бегова џамија, а изграђена је 1531. године. Након аустроугарске окупације, уметничка сцена у Босни оживљава и почиње интензивна градња у виду модернизације и структуралне трансформације градова. Гради се у многим псеудостиловима, попут класицизма, неоренесансе, па чак и неороманике и неоготике.
Послератна и савремена архитектура у Босни и Херцеговини представљена је Аваз твист тауером као највишом кулом у држави и модерним архитектонским подухватом, с једне стране, и Андрићградом као представником етно-села и начином очувања историје и културе Босне и Херцеговине, пре свега Републике Српске, са друге стране. Аваз твист тауер саграђен је 2008. године и представља највиши облакодер Босне и Херцеговине. Иницијативу за градњу је покренула компанија Аваз, једна од највећих новинских кућа у Босни и Херцеговини. Поред своје висине, ова кула занимљива је и по својој стакленој извијеној фасади. Са својих 172 метара висине налази се на 88. месту у Европи. Андрићград или Каменград је град, културни центар и врста етно-села, који се налази на локацији Ушће на самом ушћу река Дрина и Рзав у Вишеграду, а чији је идејни творац режисер Емир Кустурица. За посетиоце је отворен 5. јула 2012. године, а комплекс се састоји од педесетак објеката. У граду се налази и познати споменик Иви Андрићу. Споменик се налази на Тргу Николе Тесле у централном делу града, висок је 2,4 метра, а откривен је на Видовдан 28. јуна 2012. за време свечаности обележавања годишњице од почетка изградње Андрићграда.

## Књижевност
Босна и Херцеговина има богату књижевну баштину. Матија Дивковић, босански фрањевац и писац сматра се оснивачем модерне књижевности Босне и Херцеговине. Значајни песници били су и Антун Бранко Шимић, Алекса Шантић, Јован Дучић и Мак Диздар, а истакнути прозни писци били су нобеловац Иво Андрић, Меша Селимовић, Заим Топчић, Семездин Мехмединовић, Александар Хемон, Бранко Ћопић, Миљенко Јерговић, Исак Самоковлија, Абдулах Сидран, Петар Кочић и Неџад Ибришимовић. Национално позориште у Сарајеву основано је 1919. године и његов први директор био је познати писац Бранислав Нушић. Часописи, као што су Нови Пламен, Мост и Сарајевске свеске неке су од истакнутих публикација које покривају културне и књижевне теме.

## Визуелне уметности
Визуелне уметности у Босни и Херцеговини еволуирале су од првобитних стећака па до слика на двору Котроманића. Оно што је довело ренесансу у босанско сликарство била је аустроугарска окупација 1878. године. Први уметници школовани на европским академијама појавили су се почетком 20. века. Међу њима су били Габријел Јуркић, Петар Тијешић, Карло Мијић, Шпиро Боцарић, Петар Шаин, Ђоко Мазалић, Роман Петровић и Лазар Дрљача. Генерација која је уследила после ових уметника била је представљена сликарима попут Исмета Мујезиновића, Воје Димитријевића, Иве Шеремета и Мице Тодоровић. Истакнути уметници у периоду после Другог светског рата били су Виргилије Невјестић, Бекир Мисирлић, Љубо Лах, Мехо Сефић, Фрањо Ликар, Мерсад Бербер, Ибрахим Љубовић, Џевад Хозо, Афан Рамић, Сафет Зец, Исмет Мујезиновић и Мехмед Заимовић. Ars Aevi музеј савремене уметности у Сарајеву садржи радове уметника познатих широм света.

## Музика
Најпопуларнији традиционални облици босанскохерцеговачких песама релативно новијег датума (рани 20. век) представљају изворне босанске песме (свиране на шаргији), ганге, рере и ојкавице. Друге популарне форме које су се одржале још из османског периода су севдалинке.
Поп и рок музика су такође популарне, а најпознатији музичари су Горан Бреговић, Даворин Поповић, Кемал Монтено, Здравко Чолић, Едо Маајка, Дино Мерлин и Томо Миличевић. Талентовани композитори из ове сфере музике су Ђорђе Новковић, Есад Арнауталић, Корнелије Ковач, а популарни су и многи поп и рок бендови, као што су Бијело дугме, Индекси, Забрањено пушење, које представљају једне од водећих група из доба бивше Југославије.
Босна и Херцеговина је и дом композитора Душана Шестића, творца тренутне химне Босне и Херцеговине и оца оперске певачице Марије Шестић, а у Босни живи и познати пијаниста Саша Топерић.

## Филм
Филм у Босни и Херцеговини заузима значајан део културе овог народа. С обзиром да је Босна била део Југославије све до 1992. године, односно до њене независности, сви филмови настали у том периоду на територији данашње државе сматрају се југословенским филмовима, а не босанским, као и велики број европски познатих и вишеструко награђених сценариста, режисера и кинематографа који су живели или живе на територији Босне и Херцеговине, а сматрају се југословенским уметницима. Само неки међу њима, углавном они који су стварали након 1992. године, као и филмови настали након независности, сматрају се делом босанске културе. Познати босански режисери су Хајрудин Крвавац-Шиба, Мирза Идризовић, Александар Јевђевић, Ивица Матић, Адемир Кеновић, Бењамин Филиповић, Јасмин Диздар, Дино Мустафић, Срђан Вулетић, Аида Бегић и многи други. Најпознатији међу њима су вероватно Душан Вукотић и Данис Тановић, босански добитници Оскара. Душан Вуковић добио је Оскара за филм Сурогат из 1961. године, а Данис Тановић 2002. године за филм Ничија земља, који је, поред оскара, освојио и велики број других награда, углавном оних за најбоље страно остварење.

## Кухиња
Босанскохерцеговачка кухиња одражава стање западних и источних утицаја. Због готово 500 година османске владавине, босанска кухиња је блиско везана за турску, грчку и друге медитеранске кухиње, а наравно и кухиње суседне Србије, Хрватске итд. Међутим, због година аустријске управе, у њу се дошли и утицаји средње Европе. Храна у Босни и Херцеговини припрема се са много разноврсних зачина, али обично у малим количинама. Већина хране је лагана, пошто се кува у малим количинама воде. Сосови су потпуно природни, пошто их углавном чине природни сокови поврћа у јелу.
Типични састојци јела босанске кухиње су парадајз, кромпир, црвени лук, бели лук, паприка, краставац, мрква, купус, гљиве, шпинат, тиквице, сушени и свежи грах, млевена паприка, млеко и павлака. Јела од меса су од говедине, јагњетине, свињетине итд. Регион Херцеговине је погодан за узгајање винове лозе и производњу вина, док се у Босни ракија добија од шљива и јабука. Кафа се пије из филџана, уз све мање присутан ратлук (трад. рахатлук, рахатлокум).
- Позната јела Босне и Херцеговине
- Раштика
- Сарма
- Бегова чорба
- Сарајевски сомун
- Сарајевски ћевапи у сомуну
- Пуњени патлиџан
- Пуњене паприке
- Зељаница
- Пита сирница и зељаница
- Тулумба
- Кремпита
- Сухо месо

## Образовање
Основно образовање траје девет година. Ђаци се у основне школе уписују у доби од 5 до 6 година. Ђаци који заврше основну школу, образовање могу наставити у гимназијама, стручним, техничким, уметничким и верским школама. Ђаци који заврше четворогодишње техничке, уметничке, верске школе и гимназије могу се уписати на факултете или академије.
У Босни и Херцеговини постоји осам државних универзитета: Универзитет у Сарајеву, Универзитет у Источном Сарајеву, Универзитет у Бањој Луци, Универзитет у Тузли, Универзитет у Мостару (западни Мостар), Универзитет Џемал Биједић (источни Мостар), Универзитет у Зеници и Универзитет у Бихаћу, те више од 15 приватних универзитета и факултета у Сарајеву, Бањој Луци, Тузли, Добоју, Приједору, Бијељини, Травнику и Градишкој. Све високообразовне установе подлежу националним (у Републици Српској) или кантоналним (у Федерацији БиХ) законима о вишем образовању.
Универзитет у Источном Сарајеву и Универзитет у Бањој Луци представљају два главна универзитетска центра у Републици Српској. Универзитет у Источном Сарајеву основан је 14. септембра 1992. године, а део је прератног Универзитета у Сарајеву који је основан 1949. године. У саставу Универзитета налази се 15 факултета и 2 академије. Универзитет у Бањој Луци броји око 18.000 студената што Бању Луку чини највећим универзитетским центром у Републици Српској и другим највећим у Босни и Херцеговини.
Када је реч о академијама у Босни и Херцеговини, треба поменути Академију наука и умјетности Републике Српске, Академију сценских и Академију ликовних уметности у Сарајеву. Академија наука и умјетности Републике Српске је највиша научна, културна, радна и репрезентативна установа у Републици Српској. Задатак ове академске институције је да развија, унапређује и подстиче научну и уметничку делатност. Академија је установа од посебног националног интереса за Републику Српску. Академија сценских уметности отворена је 1981. године у Сарајеву, а састоји се из више одсека, које студенти могу уписати, а које похађају 4 године. Одсек за глуму је најстарији и отворен је 1981. године, а потом су уследили одсек за глуму (1989) и одсек за драматургију (1994). Ову академију похађао је и Срђан Вулетић, познати режисер који је освојио Оскара 2002. године. Када је реч о Академији ликовних уметности, она је основана 1972. године као огранак Универзитета у Сарајеву, а зграда у којој се одвија настава представља заправо евангелистичку цркву, изграђену 1899. године, а која је проглашена културно-историјским спомеником.

## Медији
Како је земља у транзицији, послератном опоравку и сложене је политичке структуре, у току је трансформација медијског система у Босни и Херцеговини. У послератном периоду (1995—2005) развој медија вођен је углавном од стране међународних донатора и агенција за сарадњу, који су улагали средства како би помогли реконструкцију, диверсификацију, демократизацију и професионализацију истих.
Послератна дешавања укључују и оснивање Независне регулаторне агенције за комуникације, доношење Кодекса за штампу, оснивање Савета за штампу, декриминализацији етикета и клевета, увођење напредне слободе приступа законским информацијама, као и стварање јавног сервиса РТВ система од раније државне телевизије. Ипак, поред целокупне међународне подршке, позитивни помаци су често ометани од стране домаће елите, а професионализација медија и новинара наставља се веома полако. Висок ниво пристрасности између медија и политичких система омета поштовање професионалног кодекса поступања.